# Regimentul 5 Obuziere (1918-1920)
Regimentul 5 Obuziere a fost o unitate de artilerie, de nivel tactic, din Armata României, care a participat la acțiunile militare postbelice, din perioada 1918-1920, fiind formată din Divizionul 1 și Divizionul 2. Regimentul a făcut parte din compunerea de luptă a Diviziei 1 Infanterie, comandată de generalul Mihai Obogeanu. :p. 326-328

## Compunerea de luptă
În perioada campaniei din 1919, regimentul a avut următoarea compunere de luptă::p. 326-328
- Regimentul 5 Obuziere

- Divizion 1 - comandant: căpitan Petrescu P.

- Bateria  1 - comandant: locotenet Poenaru Iulian
- Bateria  2 - comandant: locotenet Demetrescu Platon

- Divizion 2- commandant: căpitan Manoil Eugenio

- Bateria 3 - comandant: locotenent  Pociovalișteanu Aurel
- Bateria 4  - comandant: locotenent  Golgeteanu I. 

## Participarea la operații

### Campania anului 1919
În cadrul acțiunilor militare postbelice,  Regimentul 5 Obuziere a participat la acțiunile militare în dispozitivul de luptă al Diviziei 1 Infanterie, participând la Operația ofensivă la vest de Tisa. :p. 333

## Comandanți
- General Petroianu Scarlat